# José Joaquín Casas Castañeda
José Joaquín Casas Castañeda (Chiquinquirá, 23 febbraio 1866 – Bogotà, 8 ottobre 1951) è stato un politico colombiano.
Fu deputato, senatore, ministro dell'educazione dal 1901 al 1903 e vicepresidente della Colombia dal 1924 al 1930.